# Luis Rossi
Pour les articles homonymes, voir Rossi.
Luis Rossi, né le 17 septembre 1947 à Viedma (Argentine), est un clarinettiste chilien classique de renommée internationale et un facteur de clarinettes.

## Carrière
Né à Viedma en Argentine, Luis Rossi a fait ses études primaires à l'école San Francisco de Sales de Viedma, où il a chanté dans la chorale des enfants et joué de la clarinette dans la fanfare. À l'âge de 13 ans, il s'installe à Buenos Aires pour poursuivre ses études musicales au Conservatoire national de musique (es) avec les professeurs de clarinette Juan Travnik, Martin Tow et Mariano Frogion. Il se perfectionne à Paris auprès du clarinettiste Guy Deplus, puis poursuit pendant un an ses études supérieures au Royal College of Music à Londres dans la classe de John McCaw, qui était à l'époque clarinette solo du New Philharmonia Orchestra. John McCaw n'a pas seulement eu une influence déterminante sur l'approche technique et interprétative de Luis Rossi, il a également initié son élève aux mécanismes de l'acoustique en relation avec la clarinette, marquant ainsi le point de départ de sa curiosité pour l'artisanat de la fabrication de clarinettes.
Luis Rossi a joué en tant que clarinette solo dans les orchestres symphoniques dans toute l'Amérique du Sud pendant vingt ans : il a été engagé comme première clarinette de l'orchestre symphonique de Lima, au Pérou, à l'âge de 21 ans. Il a ensuite rejoint l'Orquesta Sinfónica Nacional de Buenos Aires (es), l'Ensemble Musical de Buenos Aires, l'Orquesta Sinfónica de San Juan et l'Orquesta Sinfónica Venezuela (es). En 1978, il s'installe au Chili, où il se produit comme première clarinette dans l'Orquesta Sinfónica Nacional de Chile (es), l'Orquesta Filarmónica de Santiago et l'Orquesta de Cámara de Chile (es).
À l'issue de cette période, il décide de fonder un atelier de facture de clarinette à Santiago, au Chili, en 1986.
Depuis lors, il s'est également concentré sur son travail de soliste et a donné des cours de maître dans des institutions telles que l'Université d'Indiana (Bloomington, USA), l'Université d'État du Michigan (Lansing, USA), l'Université d'État de l'Ohio (Columbus, USA), le Royal College of Music (Londres, Angleterre), l'International Clarinet and Saxophone Connection au New England Conservatory of Music (2002) et l'Académie belge de clarinette (Conservatoire d'Ostende, Belgique).
Luis Rossi occupe un poste d'enseignant à l'Universidad de Chile. Ses activités d'enseignement au sein du célèbre "El Sistema" du Venezuela, de l'Université Simón Bolívar et de l'Académie latino-américaine de clarinette de Caracas ont produit une génération exceptionnelle de jeunes clarinettistes.
Accompagné de l'Orchestre de chambre du Chili, il s'est produit en tant que soliste à Prague, Detmoldt, Varsovie, Cracovie, Moscou, Kiev et dans les principales capitales d'Amérique du Sud. En 1999 et avec l'orchestre Simón Bolivar de Caracas, Luis Rossi a donné la première audition en Amérique du Sud du Concerto pour clarinette de John Corigliano.
En 2004, il s'est produit avec Wolfgang Schulz, flûtiste du Philharmonique de Vienne, dans le double concerto de Franz Danzi.

## Récompenses
En 1980, Luis Rossi a été distingué par le prix de la critique au Chili et en 1989 par le prix Konex en Argentine.

## Enregistrements
Luis Rossi a enregistré, entre autres, les quintettes pour clarinette de Brahms et de Mozart avec le quatuor à cordes Diabelli.
Luis Rossi a également enregistré en utilisant ses propres clarinettes Rossi en palissandre et en bois noir africain.
- Mónica Cosachov, Tomás Tichauer, Luis Rossi : Eccles - Wanhall - Bruch - Stravinsky, (LP, Qualiton – SQI - 4065, 1975).
- Fantasía Sul América, œuvres de compositeurs latino-américains, avec Diana Schneider (piano), (AREPO NR-1104, 1992).
- Rapsodia, avec Diana Schneider (piano).
- Luis Rossi Live Performances, incluant le concerto pour clarinette de Saverio Mercadante, (Georgina Records, 1999).
- Live in Boston, pièces de Carlos Guastavino, Astor Piazzolla, Leonardo Velázquez, etc. Avec Luis Rossi, clarinette; Susan Shin, piano; Penelope Knuth, alto; Diabelli Quartet, (Chili : Georgina Records, 2003).
- Zarabandeo Live, avec Nelson Harper, piano, (Georgina Records – GR-1106, 2010).
  1. Guinga – Nitido E Obscuro (for Clarinet Alone)
  2. Arturo Márquez – Zarabandeo
  3. Astor Piazzolla –	Night Club 1960, arrangé par Luis Rossi
  4. Arthur Benjamin –	Jamaican Rumba
  5. Carlos Guastavino - 	Tonada y Cueca
  6. Pablo Camacaro –	Señor Jou (pour clarinette seule)
  7. Donato Lovreglio –	Fantasia Da Concerto On Themes Of La Traviata By G. Verdi
  8. Heitor Villa-Lobos –	Choros no 1, arrangé par Luis Rossi, Susan Shin (piano)
- Quintette avec clarinette Mozart - Brahms avec Luis Rossi, clarinette et le quatuor Diabelli, (Georgina Records, 2012).

## Facture de clarinettes
Luis Rossi fabrique des clarinettes milieu de gamme et professionnelles très populaires auprès des artistes du monde entier, comme Paquito d'Rivera, le quatuor de clarinettes de Caracas. Depuis la création de la manufacture de clarinettes en 1986, Luis Rossi fait partie des rares concepteurs de clarinettes dans le monde et apparait comme un expert reconnu en acoustique de la clarinette.
La particularité de ces clarinettes est d'être monocorps au lieu de disposer de deux corps (haut et bas). La gamme de modèles s'étend de la clarinette en ré, mi , do, si  et la.